# Pomnik Powstańców Wielkopolskich na Górczynie w Poznaniu

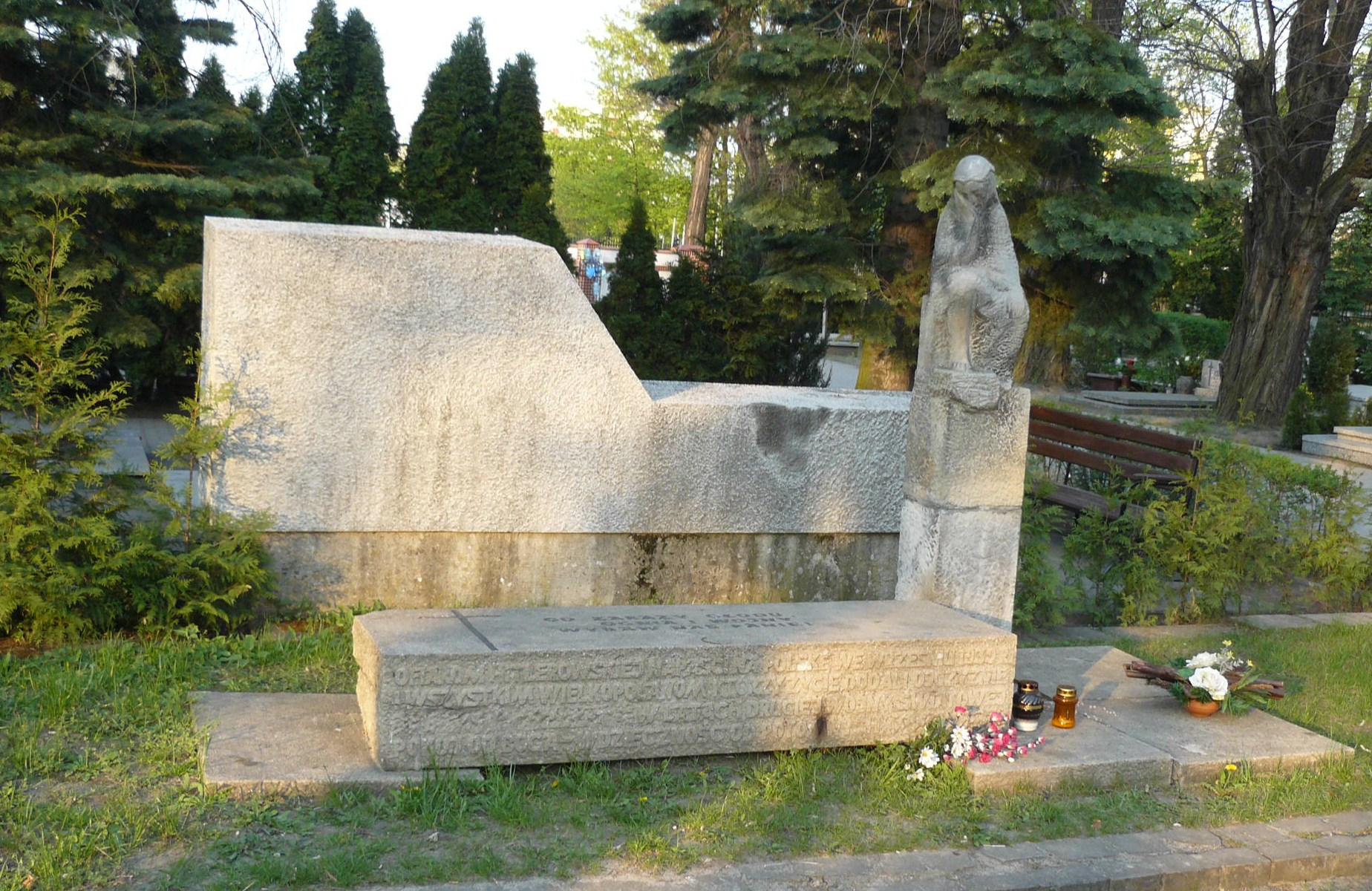
Pomnik ofiar okupacji niemieckiej

Pomnik Powstańców Wielkopolskich na Górczynie – pomnik nagrobny na mogiłach poległych powstańców wielkopolskich i żołnierzy Armii Wielkopolskiej stojący w centralnej części Cmentarza Górczyńskiego w Poznaniu, w pobliżu bramy głównej.

## Historia i forma
Modernistyczny monument kryje prochy następujących poległych i zmarłych z ran (wymienieni w kolejności ułożenia tabliczek nagrobnych na pierwotnym pomniku z 1924 r., od lewej do prawej):
- Antoni Andrzejewski ur. 3.6.1900, poległ 27.12.1918 Poznań
- Franciszek Ratajczak ur. 24.11.1887, poległ 27.12.1918 Poznań
- Jan Dembiński, lat 20, zmarł z ran  +2.2.1919[2]  Szubin
- Stefan Grabski, lat 20, zmarł z ran 18.2.1919 Poznań[3]
- Stanisław Śniegocki ur. 26.4.1901[4],  zm. z ran 12.4.1920[5]  Kowel
- Maksymilian Nickel[6], lat 37, zm. 17.5.1919 Czarnków

Pierwotnie spoczywał w tym miejscu tylko Ratajczak, ale w 1924 złożono tu prochy pozostałych bohaterów, m.in. z uwagi na likwidację Cmentarza Łazarskiegopotrzebne źródło.
Pierwszy pomnik, autorstwa Stanisława Jagmina, odsłonięto w 1924. Miał formę monumentalnej mastaby i przedstawiał Matkę Boską nad ciałem umierającego powstańca. Napis ówczesny głosił: Cieniom poległych bohaterów w Wielkopolskim Powstaniu Grudniowym 1918/1919. Pozostali przy życiu towarzysze broni i rodacy. W odsłonięciu brał udział m.in. ks. Kazimierz Maliński.
W czasie okupacji niemieckiej pierwotny pomnik uległ zniszczeniu. Po II wojnie światowej wybudowano duży, płaski nagrobek z podwyższoną częścią środkową, prawdopodobnie o charakterze tymczasowym. W 1968 postawiono nowy, trzeci pomnik, autorstwa Ryszarda Skupina. Reprezentuje on stylistykę modernistyczną i jest bardzo ascetyczny w formie – nad grobami wznosi się asymetryczna stela z napisem: Cześć Bohaterom (lewa strona) i nazwiskami oraz wiekiem poległych, a także orłem (prawa strona). Na elemencie poziomym umieszczono krzyż powstańczy. W 1968 opiekę nad monumentem powierzono nauczycielom i uczniom z pobliskiej Szkoły Podstawowej nr 52.
W roku 2012 zmieniono treść tablic na pomniku. Dotychczasowa, wprowadzająca w błąd treść tablicy:
W WALCE POWSTAŃCZEJ
O ZRZUCENIE JARZMA
PRUSKIEGO PIERWSI
ODDALI ŻYCIE
NA ULICACH POZNANIA
została zamieniona na:
TU SPOCZYWAJĄ POWSTAŃCY
I ŻOŁNIERZE WOJSK WIELKOPOLSKICH
POLEGLI W WALCE O NIEPODLEGŁOŚĆ
1918-1920
uzupełniono i poprawiono także dane na tablicy z nazwiskami pochowanych.

## Pomnik ofiar okupacji niemieckiej
Na rewersie Pomnika Powstańców Wielkopolskich znajduje się modernistyczny Pomnik ofiar okupacji niemieckiej. Składa się z dwóch części: poziomego bloku i cokołu z figurą Chrystusa Frasobliwego. Na poziomym bloku umieszczono dwa napisy:
- Od zarazy, głodu, ognia i wojny, wybaw nas Panie! (od góry),
- Ofiarom hitlerowskiej napaści na Polskę we wrześniu 1939 r. i wszystkim Wielkopolanom, którzy życie oddali Ojczyźnie w latach II wojny światowej. Pokój od Boga – wdzięczność od potomnych (od frontu).

W czasie okupacji Niemcy zakopywali na terenie cmentarza skrzynie z prochami zamordowanych ofiar represji, wcześniej spopielane w spalarni śmieci na Wilczaku.